# Phausis reticulata
Phausis reticulata (Say, 1825) è un coleottero appartenente alla famiglia Lampyridae.
Localmente indicata con il nome comune di blue ghost (fantasma blu), è una specie di lucciole diffusa negli Stati Uniti d'America orientali e centrali. La specie è comune negli Appalachi meridionali e può essere osservata nel Parco nazionale delle Great Smoky Mountains, nella Chattahoochee National Forest, nella DuPont State Forest della Carolina del Nord, nella Foresta nazionale di Pisgah e nelle Green River Gamelands nelle contee di Henderson e Polk.

## Descrizione

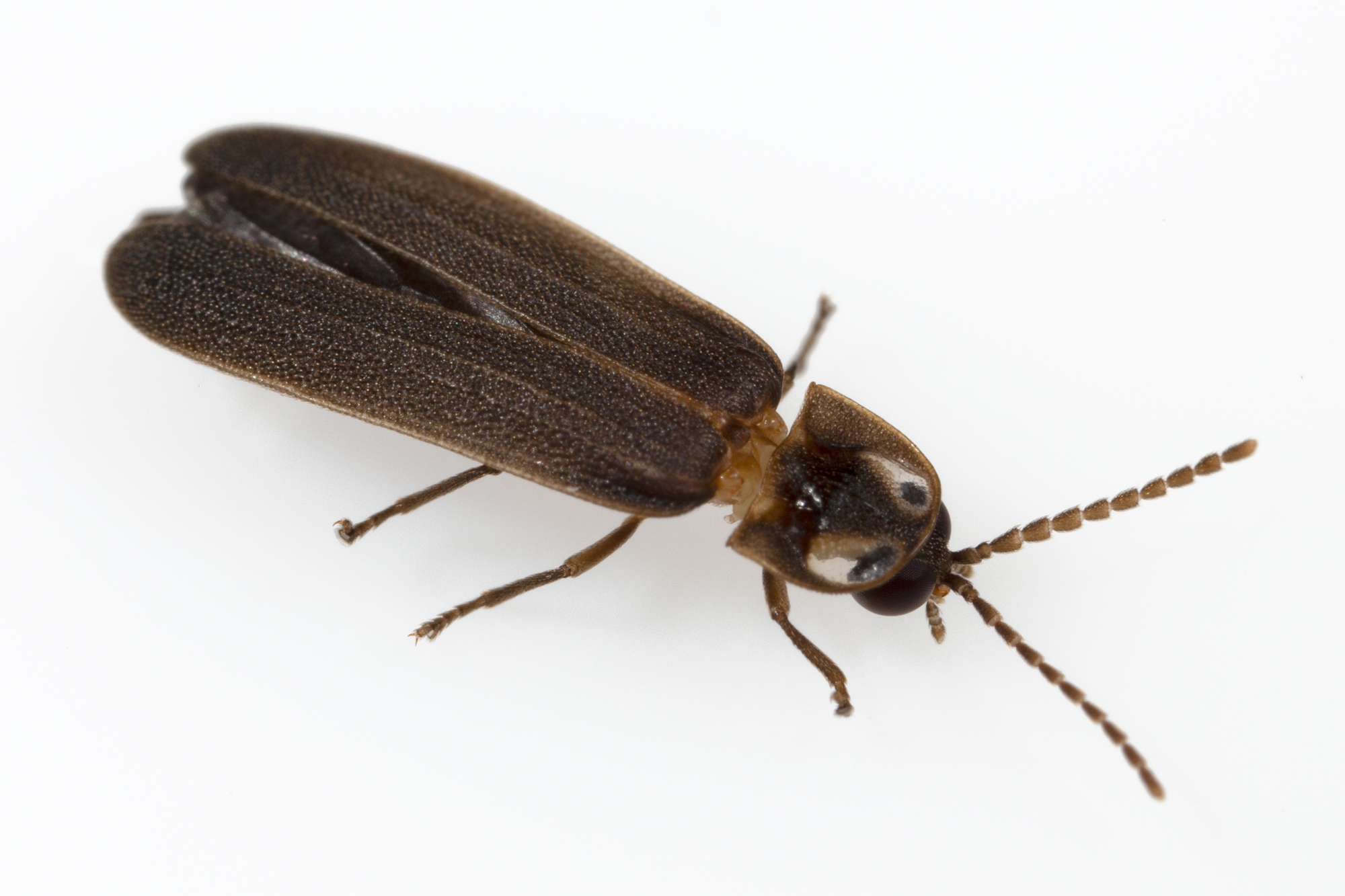
Vista dorsale

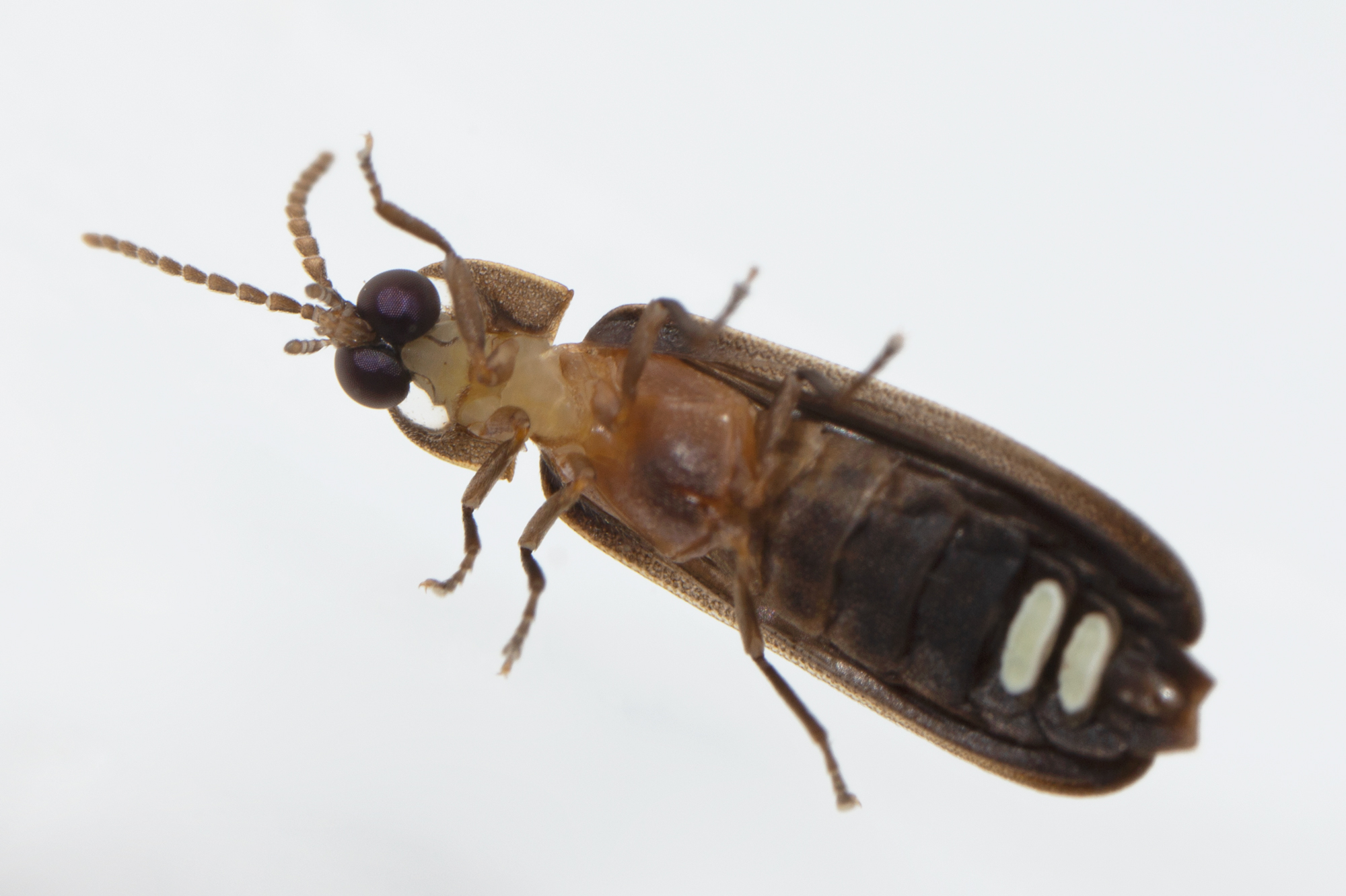
Vista ventrale

Phausis reticulata presenta un vistoso dimorfismo sessuale.
Il maschio è alato, completamente marrone, dotato di un secondo antennomero corto (rispetto al terzo) e grandi occhi composti. A differenza di molte specie di lucciole presenti negli Stati Uniti orientali e centrali, i maschi di P. reticulata mostrano un bagliore costante invece di un modello lampeggiante specifico della specie. La luce emessa dalle lucciole P. reticulata appare all'occhio umano come bianco-bluastra se osservata di notte da lontano, ma verde brillante se esaminata da vicino. Questa discrepanza nel colore osservato può essere dovuta all'effetto Purkinje.
Le femmine dei fantasmi blu sono prive di ali, non sono in grado di volare e sono paedomorfe, rimanendo in forma larvale fino all'età adulta.